# Dandong Tengyue FC
Der Dandong Tengyue Football Club (chinesisch 丹东腾跃足球俱乐部) ist ein chinesischer Fußballverein aus Dandong (chinesisch 丹東市 / 丹东市). Aktuell spielt der Verein in der zweiten Liga, der China League One.

## Namenshistorie
| von  | bis   | Vereinsname                              |
| ---- | ----- | ---------------------------------------- |
| 1999 | 2020  | Dandong Hantong FC (chinesisch 丹东瀚通) |
| 2021 | heute | Dandong Tengyue FC (chinesisch 丹东腾跃) |

## Erfolge
- Chinesischer Drittligavizemeister: 2022  ▲

## Stadion
Der Verein trägt seine Heimspiel im Huludao City Sports Centre Stadium in Huludao (chinesisch 葫芦岛市) aus. Das Stadion hat ein Fassungsvermögen von 32.000 Personen.

## Trainerchronik
| Trainer        | Nation              | von             | bis               |
| -------------- | ------------------- | --------------- | ----------------- |
| Kwon Ryong-jun | Nordkorea           | 1. Oktober 2019 | 6. Juni 2021      |
| Xu Hui         | Volksrepublik China | 6. Juni 2021    | 25. Juli 2021     |
| Wang Dan       | Volksrepublik China | 26. Juli 2021   | 31. Dezember 2022 |
| Li Zheng       | Volksrepublik China | 5. Mai 2023     | 23. Mai 2023      |
| Wei Shili      | Volksrepublik China | 23. Mai 2023    |                   |